# Carlos Suárez (directeur de la photographie)
Pour les articles homonymes, voir Carlos Suárez (homonymie) et Suárez.
Carlos Suárez Morilla, né à Oviedo (Asturies) en 1946 et mort le 19 octobre 2019 à Gijón (Asturies), est un scénariste, directeur de la photographie et réalisateur espagnol.

## Biographie
Carlos Suárez est le frère cadet du réalisateur Gonzalo Suárez.
Il fait ses études au lycée français de Madrid. Il suit ensuite un cursus en philosophie et lettres à l'école officielle de cinématographie (Escuela Oficial de Cinematografía). Il est le traducteur de beaucoup de nouvelles de Georges Simenon. Il collabore avec son frère Gonzalo sur plusieurs films, puis en tant que directeur de la photographie, il collabore aussi avec Pilar Miró, Luis García Berlanga ou Jaime Chávarri.
Il réalise son premier film, El jardín secreto, en 1984. En 1989, il est récompensé du Prix de la meilleure photographie aux Goya pour le film Remando al viento (racontant les vies de Byron et Mary Shelley) réalisé par son frère. Il est aussi sélectionné aux Goyas en 1992 pour Don Juan de los infiernos, en 2008 pour Oviedo Express (de G. Suárez) et en 2009 pour La conjura de El Escorial d'Antonio del Real.
Il décède le 19 octobre 2019 à Gijón (Asturies).